# Gunhild Klöckner
Gunhild Klöckner (* 21. Januar 1934 in Köln; † 4. Mai 2020 in Berlin), genannt Gunild, war eine deutsche Lehrerin. Sie engagierte sich als Zeitzeugin und setzte sich mit der Zeit des Nationalsozialismus in Deutschland auseinander.
Gunhild Klöckner war Tochter von Rudolf Hartung, der Arzt in Köln war. Schon 1930 in die NSDAP eingetreten, stieg er 1932 zum Gauobmann des Nationalsozialistischen Ärztebundes und damit zum höchsten ärztlichen Parteirepräsentanten im Gau Köln-Aachen auf, eine Funktion, die er von 1934 als Gauamtsleiter für Volksgesundheit bis 1945 behielt. 1938/39 schließlich wurde er zum Leiter der rheinischen Bezirksstellen der 1936 geschaffenen Reichsärztekammer bestellt und damit leitender Standesfunktionär für rund 7.000 Ärzte. Er war verantwortlich für alle ärztlichen und medizinischen Entscheidungen auf Gauebene. An seinem Lebenslauf, insbesondere aber auch an seiner Verteidigungsstrategie in den Spruchgerichtsverfahren nach 1945 lässt sich die Pervertierung ärztlichen Handelns unter dem NS-Regime bis hin zur Euthanasie exemplarisch nachzeichnen.
Außerdem kann R. Hartung ohne Zweifel zu den „Unverbesserlichen“ gezählt werden, das heißt zu jener Gruppe führender Nationalsozialisten, die nach 1945 nicht nur weiterhin informelle Kontakte untereinander pflegten, sondern der NS-Ideologie weitgehend ungebrochen verhaftet blieben. Gleichzeitig lässt sich an der vergleichsweise mehr als milden Beurteilung und Bestrafung Hartungs durch deutsche Gerichte und Entnazifizierungsausschüsse ablesen, wie schnell auch die Gesellschaft bereit war, die Geschehnisse der Jahre zwischen 1933 und 1945 zu verdrängen. Als unglaubwürdig galten umgehend wieder jene, die verfolgt worden waren, während Täter wie Rudolf Hartung oftmals in geachtete Positionen des bürgerlichen Lebens aufrückten.
Gunhild Klöckner war maßgeblich daran beteiligt, die Diskussion über ehemalige NS-Täter zu führen und wach zu halten und die Widersprüchlichkeit des Handelns der NS-Täter zu dokumentieren. Sehr eng war ihre Verbindung zum Kölner NS-Dokumentationszentrum. Sie war eine der ersten, die mit ihrem Engagement zeigte, dass die Kinder der Täter gezwungen sind, sich mit den Taten und Überzeugungen ihrer Eltern auseinanderzusetzen und so setzte sie auch bei Vorträgen und Diskussionen in Schulen und anderen gesellschaftlichen Einrichtungen nicht nur die Opferseite und ihr Leid und die Folgen für die nächsten Generationen betrachtet werden müssen, sondern dass endlich auch die Kinder und Enkel der Täter ihr Schweigen brechen müssen, um als Zeitzeugen eine wichtige politisch-gesellschaftliche Arbeit zu leisten haben.

## Leben
Gunhild Klöckner wurde als fünftes von sechs Kindern eines Arztes und einer OP-Schwester geboren. Aufgrund einer starken Sehschwäche, die aber bis zum 12. Lebensjahr unentdeckt blieb, lernte sie erst mit vier Jahren sprechen und galt in ihrer Kindheit und Jugend als „dumm“.  Aufgrund der starken Bombenangriffe auf Köln entschieden ihre Eltern, mit den Kindern von Köln nach Bergisch Gladbach zu ziehen, da besonders Gunhild von den Bombennächten im Keller stark traumatisiert war. Zur Verblüffung der Familie schaffte sie dennoch 1943 die Aufnahmeprüfung für die Reichsschule der SS in den Niederlanden. Diese wurde aus Sicherheitsgründen von Heythuysen in der Provinz Limburg nach Reichenau am Bodensee in eine ehemalige Psychiatrische Anstalt verlegt. An die nur von außen zu öffnenden Zimmertüren erinnert sie sich noch heute. Nach dem Krieg wurde sie wie die anderen Kinder zu einer Bauernfamilie der Umgebung gegeben, wo sie mit elf Jahren hart arbeiten musste und auch Schläge bekam.
Wieder in Bergisch Gladbach und später wieder Köln besuchte sie weiter die Schule bis zum sogenannten „Puddingabitur“, wie der Abschluss auf der Mädchenoberschule bezeichnet wurde. Danach studierte sie an der pädagogischen Hochschule in Bonn Lehramt für die Grund- und Hauptschule und trat 1956 in den Schuldienst ein. Die Schüler ihrer allerersten Klasse luden sie 2006 zu ihrem 50. Klassentreffen ein und erinnerten sich an sie als eine warmherzige und zugewandte Lehrerin.
Schon als junges Mädchen interessierte sie sich für Musik und sang sie in verschiedenen Chören. Von vielen Opern und Konzerte kannte sie nur die zweite Hälfte, da sie sich aus Geldmangel in der Pause in den Kölner Gürzenich oder das Opernhaus schlich und auf freigebliebene Plätze setzte.
Sie heiratete 1961 Dieter Klöckner, mit dem sie zwei Kinder bekam. Sie gab ihren Beruf auf. Sie litt unter Schlafstörungen, die sie auf die Bombennächte zurückführte. Als ihr Sohn 1983 an Leukämie starb, wurden sie und ihr Mann Initiatoren der 1984 gegründeten Bonner Selbsthilfegruppe „Verwaiste Eltern“, eine der ersten Gruppen dieser Art in Deutschland.
Gunhild Klöckner war Gründungsmitglied der 1992 durch den israelischen Professor Dan Bar-On etablierten Gruppe „Täter-Opferkinder des 3. Reichs/To-Refect-and-Trust“. Sie hat sich intensiv mit der Rolle ihres Vaters im Dritten Reich auseinandergesetzt und engagierte sich u. a. als Zeitzeugin in Schulen. Darüber hinaus war sie 22 Jahre ehrenamtliche Mitarbeiterin und Supervisorin der Telefonseelsorge. Von 2009 bis 2016 war sie Mitglied in der Zeitzeugengruppe des Seniorenbeirats der Stadt Potsdam.

## Veröffentlichungen
- Singst mir den Grabgesang, issn 0949-3646 systhema 1997.
- Film BBC: Kinder des 3.Reichs.
- Film: Endlich das Schweigen brechen (Heike Mundzeck)
- Artikel im „Bonner Generalanzeiger“ vom 15. Dezember 2015 über die Initiative Erzählcafé und den Eindruck, den Gunhild Klöckner dort hinterlassen hat[3]
- Dan Bar On: Die Last des Schweigens, 1993, ISBN 9783896840387, wo G.K.s Lebensgeschichte der Inhalt eines Kapitels ist.
- Gunhild Klöckner: Endlich das Schweigen brechen. Die Tochter eines Arztes und Gauamtsleiter berichtet. In: Kongressdokumentation: Medizin und Gewissen. 50 Jahre nach dem Nürnberger Ärztekongress, S. 176–185, 1998
- Katrin Himmler: „Herrenmenschenpaare“ 1993. In: Krauss (Hrsg.) Sie waren dabei. S. 62–79,  Wallstein Verlag.
- Mehrere Beiträge in den jährlichen Anthologien der Arbeitsgruppe „Zeitzeugen“ des Seniorenbeirates Potsdam zwischen 2010 und 2017.
- Gesellschaft für christlich-jüdische Zusammenarbeit Dresden e.V.:   30. November 1994 Seminar: Gunhild Klöckner: „Endlich das Schweigen brechen“.[4]
- 1997. Schlippe, A. v. (Hg.): Deutsche Identität(en) - Fünfzig Jahre nach Ende des 2.Weltkrieges. (Mit Beiträgen von A. v. Schlippe; Heike Bernhardt; Gunild Klöckner; Irene Wielpütz; Peter Heinl).
- Rudolf Hartung. Biografie, Lebensgeschichte, Kommentare seiner Tochter Gunhild Klöckner[5]
- Die Deutschen - Ein Volk von Tätern? Friedrich Ebert Stiftung[6]